# ميج ديلاسي
مارغريت ديلاسي كيلي (بالإنجليزية: Margaret DeLacy Kelley)‏، ولدت في 9 يوليو 1996 في لوس أنجلوس، كاليفورنيا، والمعروفة أيضًا باسم ميج ديلاسي (بالإنجليزية: Meg DeLacy)‏، هي ممثلة أمريكي–فلبينية. اشتهرت بدور سيندي بورمان في سلسلة عالم دي سي نجمة الفتاة (2020–2022).

## روابط خارجية
- ميج ديلاسي على موقع IMDb (الإنجليزية)
- ميج ديلاسي على موقع روتن توميتوز (الإنجليزية)
- ميج ديلاسي على موقع ألو سيني (الفرنسية)
- ميج ديلاسي على موقع أول ميوزيك (الإنجليزية)
- ميج ديلاسي على موقع قاعدة بيانات الفيلم (الإنجليزية)
- ميج ديلاسي على موقع كينوبويسك (الروسية)